# Клан Раттрей

Емблема (хрест) клану Раттрей.

Герб вождів клану Раттрей.

Клан Раттрей — (шотл. — Clan Rattray) — один з гірських шотландських кланів Гайленду.

## Історія клану Раттрей

### Походження клану Раттрей
Назва клану Раттрей походить від назви баронства Раттрей в Пертширі. Клан володів цим баронством починаючи з XI століття. На території цих земель розташовані руїни давньої піктської фортеці Рах Треф (гельск. — Rath Tref), що можна перекласти як Фортеця Життя. вважають, що саме від цього і походить назва клану. Невідомо як називали цю фортецю самі пікти, назва судячи по всьому має ірландське походження. Руїни цієї фортеці ще в давні часи являли собою пагорб з серпантином, що вів до вершини. Пагорб пов'язують з місцевими поганськими традиціями.
Перший лайрд Раттрей про якого нам говорить історія називався Алан. Про нього згадується у статутах Вільгельма Лева та короля Шотландії Олександра II.

### Війна за незалежність Шотландії
Під час воєн за незалежність Шотландії онук Алана — Юстас (Євстахій) Раттрей (шотл. — Eustace Rattray) був взятий в полон у битві під Данбар (1296) і доставлений до Англії. Син Юстаса — Адам Раттрей склав присягу на вірність королю Едуарду I Англійському — про це говорить рукопис Рагман Роллс від 1296 року. Адаму успадкував його син — Олександр Раттрей, що був серед баронів, які засідали в парламенті в Айр і визначити успадкування престолу в 1315 році. Олександру успадкував його брат — Юстас, шостий лайрд Реттрей, що був звинувачений у причетності до змови з метою повалити Роберта Брюса, але він був виправданий.

### XV–XVI століття
У 1463 сер Сильвестр Раттрей був послом до Англії і успадкував від своєї матері великі маєтки по всьому Фортілгаллу в Атоллі. Це викликало незадоволення Стюарта — граф Атол. Сильвестру Раттрею успадковував його син — Джон, що був висвячений в лицарі в 1488 році королем Шотландії Джеймсом IV. Його старший син помер на службі в Нідерландах як професійний солдат, але він залишив двох синів і дві дочки. Старша дочка — Грізель уклала шлюб з Джоном Стюартом, графом Атолл і граф негайно заявив, половину баронства Раттрей належить йому по праву як придане. Граф хотів використати сестру своєї дружини — Елізабет, щоб спробувати отримати свою частку вотчини Раттрей. Другий син сера Джона Реттрея — Патрік Раттрей був вигнаний з клану, замку та земель Раттрей в 1516 році графом Атолл і був вимушений сховатися на пустищах Кінбаллох, де він побудував новий замок Крайгхолл. Але Стюарт — граф Атолл вбив його в 1533 році.
Третій син сера Джона Раттрей — Сильвестр Раттрей замінив убитого брата як вождя клану. У зв'язку з тим, що граф Атолл продовжував погрози, він клопотався перед королем щодо юридичного визнання в суді своїх прав. У суд він звернувся в місті Данді замість міста Перт, де граф Атолл мав великий вплив і Сильвестр вважав візит в Перт занадто небезпечним для себе.
Сильвестру Раттрей успадковував його син — Девід Реттрей з Крайгхоллу, у якого було три сини. Другий син — ще один Сильвестр Раттрей, що став священиком — преподобним з Персі. Він став першим міністром з клану Раттрей після шотландської Реформації. Старший син — Джордж був убитий в 1592 році і таким чином Сильвестр — молодший син успадкував титул.

### XVII століття— громадянська війна
Сильвестр Реттрей отримав непогану для свого часу освіту. Його вчителем був його дядько — преподобний Джон Раттрей. Сильвестр Реттрей уклав спілку з могутніми графами Еррол, начальники клану Гей (гельск. — clan Hay). Він помер у 1612 році залишивши трьох синів. Старший син — Девід Раттрей, що воював за Карл I — короля Англії під час громадянської війни на Британських островах. Під час війни він витримав облогу свого замку Крайгхолл. Його молодший син — Джон Раттрей був захоплений у полон в битві під Воркестер в 1651 році. Після поразки Карла II в Англії та барон Раттрей був увязнений у Лондонському Тауері.
Вождь клану Раттрей прагнув закріпити свої землі і в 1648 році. Патрік Раттрей отримав нові документи на свої землі з великою королівською печаткою. Згідно цього документу об'єднувались баронства Кінбаллох та Раттрей і парафії, що пов'язані з ними в одне вільне баронство Крайгхоллl — Раттрей . У 1682 ця нова вотчина перейшла до старшого сина Патріка. На ці землі знову претендував Стюарт — граф Атолл, як це було у XVI столітті.
Джеймс Раттрей з Раннагулзіона та Корба воював у битві при Кіллікранкі (шотл. — Killiecrankie) в 1689 році. Він носив титул Джеймс, син Девіда Раттрей з Раннагуллайн.

### XVIII століття— повстання якобітів
Єдиний син Патріка Раттрея — Томас Раттрей став священиком і піднявся до сану єпископа Брехін (тоді Данкельд) і став Примусом Шотландії в 1739 році. Томас Раттрей підтримав якобітів і його другий син Джон Реттрей був лікарем лідера якобітів Чарльза Едварда Стюарта, і слідував за ним під час повстання якобітів у 1745 році. Він був захоплений після битви під Куллоден, але після втручання Дункана Форбса — лорда Куллоден він був помилуваний. Старший син єпископа — Джеймс Раттрей захищав якобітів і переховував втікачів в замку Крайгхолл.
Джеймс Раттрей з Раннагулзіона був майором у бригаді Атолл у 1745 році. Служив також в полку Огілві.

### XIX століття
Полковник Томас Раттрей командував кіннотою генерал-губернатора та поліцейським батальйоном у 1856 році. Брав участь у придушенні повстання в Індії. Цей батальйон був як піхота в британській індійській армії, відомий як 45-й батальйон сикхів Раттрея в 1860-х роках, пізніше став 3-м батальйоном 11-го сикхського полку в 1922 році, а потім 3-м батальйоном сикхів полку Раттрея в сучасній індійській армії.
Двадцять другий і двадцять третій лайрди Раттрей померли не лишивши спадкоємців і нерухомість потім була передана двоюрідному брату, високоповажному Джеймсу Клерку Раттрею, шерифу Единбурзькому. Джеймс Кларк Раттрей, двадцять шостий лайрд був відомим воїном, що дослужився до звання генерала, і хто в 1897 році став кавалером ордена Бат. Він брав участь у Кримській війні і в придушенні індійського заколоту 1857 року.

## Вождь клану
Нинішнім вождем клану Раттрей є Лахланн Раттрей — ХХІХ вождь клану. Він є постійним членом ради шотландських вождів.

## Замки
Резиденцією вождів клану Раттрей досі є замок Крайгхолл.

## Септи клану
Септи клану Раттрей наступні: Rannagulzion, Dalrulzion, Brewlands, Persie, Ratray, Ratre, Ratteray, Ratteree, Ratterree, Rattray, Retrey, Rettra, Rettray, Rotray.